# Glatt (Rijn)

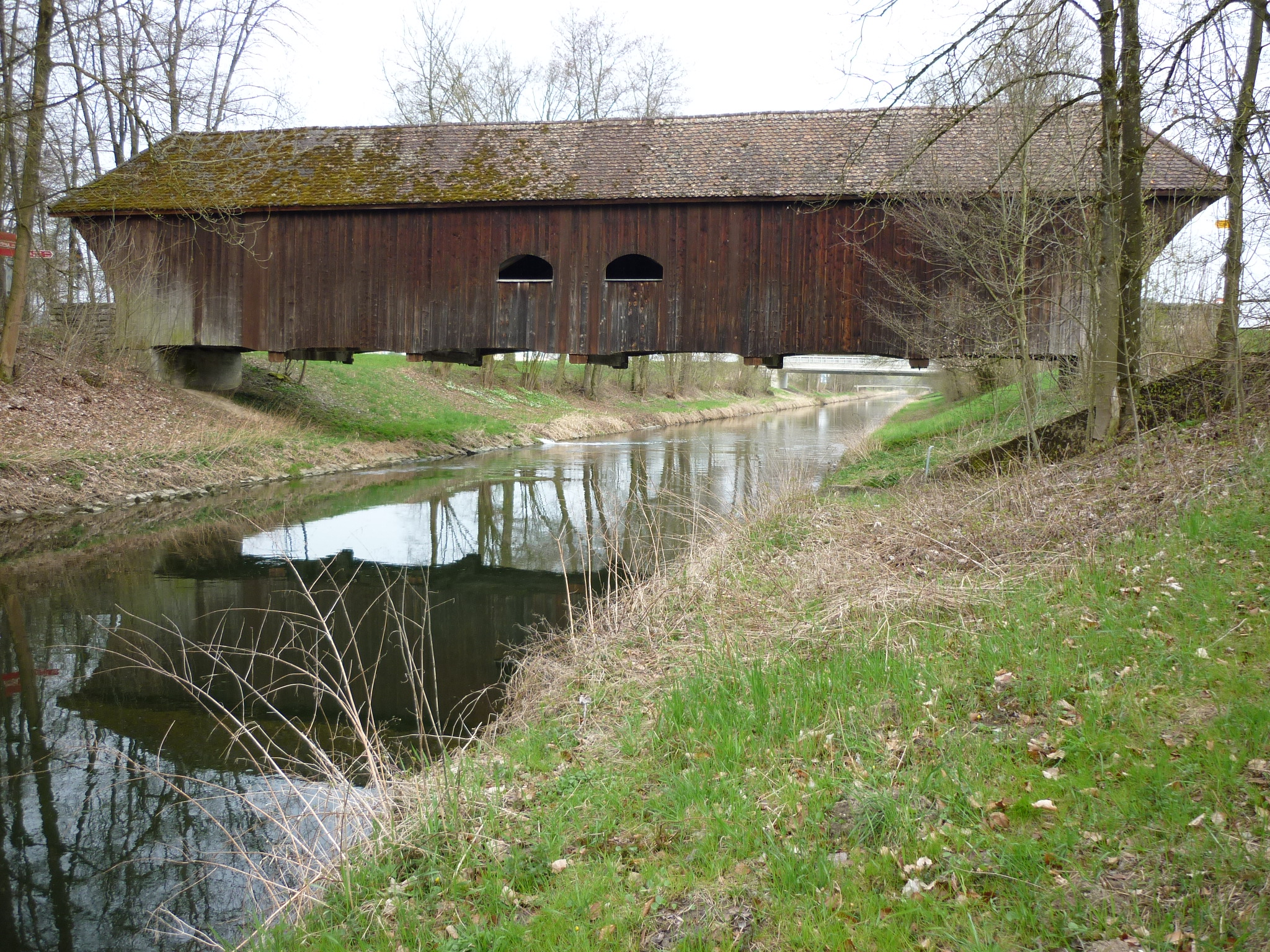
Grubenmann-Brug uit 1767.

De Glatt is een rivier in het Zwitserse kanton Zürich. Zij is 38,5 km lang.

## Verloop
De Glatt begint als afvoer van de Greifensee en mondt uit in de Rijn bij Rheinsfelden in de gemeente Glattfelden.
Feitelijk is het de benedenloop van een 67 km lange waterloop, onderbroken door twee meren: de Kemptnerbach stroomt in de Pfäffikersee. Van Pfäffikersee tot Greifensee wordt de waterloop Ustermer Aa genoemd.

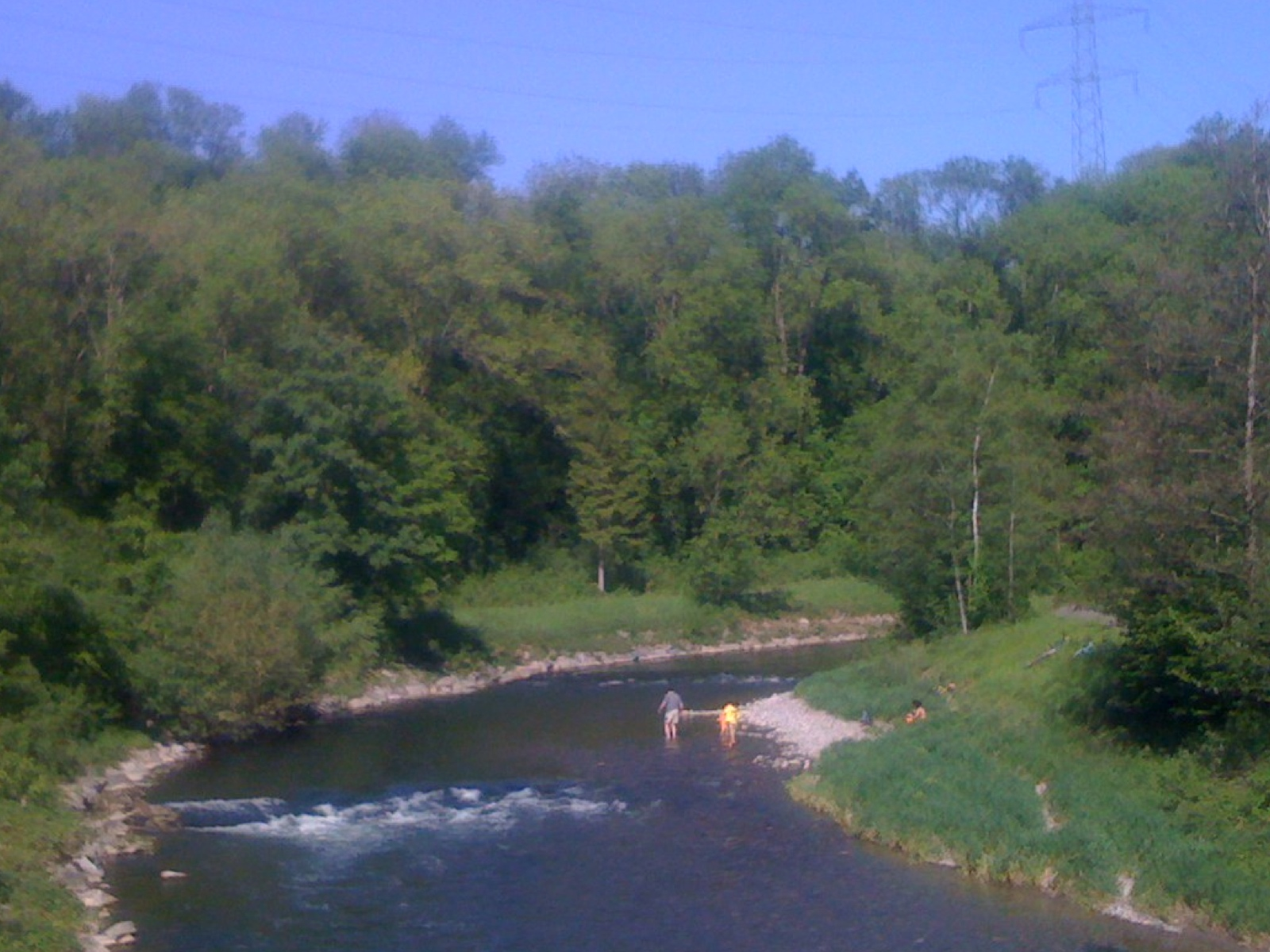
Glatt tussen Bülach en Glattfelden.

Grote stukken werden rechtgetrokken en genormaliseerd. De buitenwijken van de agglomeratie Zürich bereiken de vallei.

## Economie
Het sterke verval in de benedenloop van de Glatt werd reeds in de middeleeuwen aangewend voor het aandrijven van watermolens. Begin 20e eeuw werd ook elektriciteit geproduceerd.

## Visbestand
De van oorsprong visrijke rivier is door de aanvoer van afvalwater uit de agglomeratie Zürich, de luchthaven Zürich-Kloten en intensieve landbouw, sterk verontreinigd.
De belangrijkste vis is de kopvoorn, daarnaast komen ook barbeel, blankvoorn, rivierpaling, karper, zeelt, grondel en alver voor. In 2006 werd voor het eerst een meerval gevangen.

## Plaatsnamen
Enkele dorpen zijn naar de rivier genoemd: Glattfelden, Oberglatt, Niederglatt
- Gemeinsame Normdatei: 4021193-9
- Historisch woordenboek van Zwitserland: 008762
- Nationale Bibliotheek van Israël: 987007583743205171
- Virtual International Authority File: 315171201